# Centro Democrático y Social
Das Centro Democrático y Social (CDS) (Demokratisches und Soziales Zentrum) war eine spanische Partei mit liberaler Ausrichtung.

## Geschichte
Das CDS wurde am 29. Juni 1982 von Adolfo Suárez González, spanischer Ministerpräsident von Juni 1976 bis Januar 1981, als Abspaltung der damaligen Regierungspartei Unión de Centro Democrático gegründet.
Im Oktober 1982 errang das CDS bei den Wahlen zum spanischen Abgeordnetenkongress 600.000 Stimmen und 2 Abgeordnete. 1986 waren es dann bereits 1.800.000 Stimmen und 19 Sitze, womit das CDS drittstärkste politische Kraft des Landes wurde. Bei den Kommunalwahlen, den Wahlen in den Autonomen Gemeinschaften und bei der Europawahl 1987 schaffte es den Einzug in 13 Gemeinschaftsparlamente und verzeichnete etwa 6.000 kommunale Ratsmitglieder, 684 Bürgermeister, gut 200 Sitze in Provinzen und Autonomen Gemeinschaften sowie 7 Europaabgeordnete.
Im Januar 1988 trat das CDS der Liberalen Internationale bei. Nach schweren Verlusten bei den Kommunalwahlen 1991 trat Adolfo Suárez González vom Amt des Parteipräsidenten zurück. Viele Persönlichkeiten und Mitglieder sowie nahezu die gesamte Wählerschaft wanderten danach zum Partido Popular (PP) ab.
Bei der Parlamentswahl 1993 verlor das CDS sämtliche Kongresssitze. Seither ist es ohne Mandate auf nationaler oder regionaler Ebene. Auf kommunaler Ebene sind ihm 54 Stadtratsmitglieder verblieben.
Zwischen 1995 und 2002 wechselten Parteiname und Parteiausrichtung kurz, kehrten aber auf dem X. Parteitag im Oktober 2002 wieder zurück. 
Bei der Parlamentswahl am 14. März 2004 erzielte das CDS 34.101 Stimmen. 2006 beschloss der elfte Parteitag des CDS mit großer Mehrheit die Auflösung der Partei und ihre Angliederung an den Partido Popular, die daraufhin vollzogen wurde. 
Bereits auf dem Auflösungsparteitag hatten sich allerdings mehrere Mitglieder auch gegen den Anschluss an den PP ausgesprochen. Dies führte dazu, dass nach der Auflösung des CDS mehrere Nachfolgeparteien gegründet wurden. Die größte davon ist das Centro Democrático Liberal, die auch Mitglied der europäischen Partei ELDR wurde. Daneben entstand das Centro Democrático Español.
Außerdem führten einige Mitglieder des CDS, die sich gegen den Anschluss an den PP ausgesprochen hatten, 2007 einen außerordentlichen „zwölften“ Parteitag durch, der den Statuten der (eigentlich aufgelösten) Partei folgte und Fabian Villalabeitia Copena zum neuen Parteipräsidenten wählte. Diese Partei, die sich als Fortsetzung des CDS versteht, trat auch zu den spanischen Parlamentswahlen 2008 an, allerdings aufgrund von organisatorischen Schwierigkeiten nur in Madrid und Almería, wo sie insgesamt 1327 Stimmen erzielte.